# Błahodatne (hromada Olhynka)
Błahodatne (ukr. Благодатне) – osiedle typu miejskiego na Ukrainie, w obwodzie donieckim, w rejonie wołnowaskim. W 2001 liczyło 1311 mieszkańców.